# اسکارلت جوهانسون
اسکارلت اینگرید جوهانسون (انگلیسی: Scarlett Ingrid Johansson؛ زادهٔ ۲۲ نوامبر ۱۹۸۴) بازیگر آمریکایی است. او در سال‌های ۲۰۱۸ و ۲۰۱۹ دریافت‌کنندهٔ بیشترین دستمزد در میان بازیگران زن بود و نامش چند بار در فهرست ۱۰۰ ستاره ثروتمند فوربز آمده است. مجلهٔ تایم در ۲۰۲۱ و ۲۰۲۵ او را یکی از ۱۰۰ فرد تأثیرگذار جهان نامید. فیلم‌هایش بیش از ۱۴٫۳ میلیارد دلار در سراسر جهان فروش داشته و جوهانسون را به دومین بازیگر پرفروش گیشه در تاریخ تبدیل کرده است. او جوایز مختلفی از جمله یک جایزهٔ تونی و یک جایزهٔ فیلم بفتا برنده شده است و نیز نامزد دریافت دو جایزهٔ اسکار و پنج جایزهٔ گلدن گلوب بوده است.
جوهانسون از دوران کودکی به بازیگری علاقه نشان داد و اولین بار در نمایش آف برادوی در نقش یک بازیگر کودک بر روی صحنه ظاهر شد. او حضور در سینما را با کمدی فانتزی شمال (۱۹۹۴) تجربه کرد و بابت بازی در فیلم‌های مانی و لو (۱۹۹۶)، نجواگر اسب (۱۹۹۸)، و دنیای روح (۲۰۰۱) در میان عموم مردم شناخته شد. جوهانسون در سال ۲۰۰۳ با حضور در گمشده در ترجمه به نقش‌های بزرگسالانه روی آورد که باعث شد جایزهٔ بفتای بهترین بازیگر زن را کسب کند و همان سال در فیلم دختری با گوشواره مروارید ایفای نقش کرد. او برای این فیلم‌ها و برای بازی در نقش یک نوجوان دردسرساز در درام ترانه عاشقانه‌ای برای بابی لانگ (۲۰۰۴) و یک اغواگر در فیلم مهیج روان‌شناختی امتیاز نهایی (۲۰۰۵) نامزد دریافت جوایز گلدن گلوب شد. از سایر آثار او در این دوره می‌توان به پرستیژ (۲۰۰۶) و ویکی کریستینا بارسلونا (۲۰۰۸) و آلبوم‌های هرجایی سرم را می‌گذارم (۲۰۰۸) و جدایی (۲۰۰۹) اشاره کرد؛ این دو آلبوم وارد جدول بیلبورد ۲۰۰ شدند.
در سال ۲۰۱۰، جوهانسون نخستین بار با شرکت در برادوی، نمایش چشم‌اندازی از پل را احیا کرد که برایش جایزهٔ تونی بهترین بازیگر نقش اول زن در نمایش را به همراه داشت و سپس شروع به بازی در نقش بیوه سیاه در دنیای سینمایی مارول کرد که با مرد آهنی ۲ آغاز شد. او این نقش را در هشت فیلم ایفا کرد و آخرین فیلم آن بیوه سیاه (۲۰۲۱) بود و برای این نقش مورد توجه بین‌المللی قرار گرفت. جوهانسون از آن زمان در فیلم‌های علمی-تخیلی او (۲۰۱۳)، زیر پوست (۲۰۱۳)، لوسی (۲۰۱۴) و شبح درون پوسته (۲۰۱۷) ایفای نقش کرده است. او در سال ۲۰۱۹ نقش یک بازیگر تئاتر را در داستان ازدواج و یک مادر مجرد دورهٔ آلمان نازی را در جوجو خرگوشه ایفا کرد و برایشان به یکی از معدود بازیگران تاریخ بدل شد که در یک سال نامزد دریافت دو جایزهٔ اسکار می‌شوند.
از جوهانسون به‌عنوان یکی از نمادهای جذابیت نام‌برده شده و رسانه‌های مختلفی از او به‌عنوان یکی از جذاب‌ترین زنان جهان یاد کرده‌اند. او یکی از تبلیغ‌کنندگان برجستهٔ نمادهای بازرگانی است و از خیریه‌های مختلف نیز حمایت می‌کند. او پیش‌تر با بازیگر کانادایی رایان رینولدز، و تاجر فرانسوی رومن دوریاک، ازدواج کرده بود. جوهانسون در سال ۲۰۲۰ با کمدین کالین جست ازدواج کرد. او دو فرزند دارد؛ یکی از دوریاک و دیگری از جست.

## اوایل زندگی

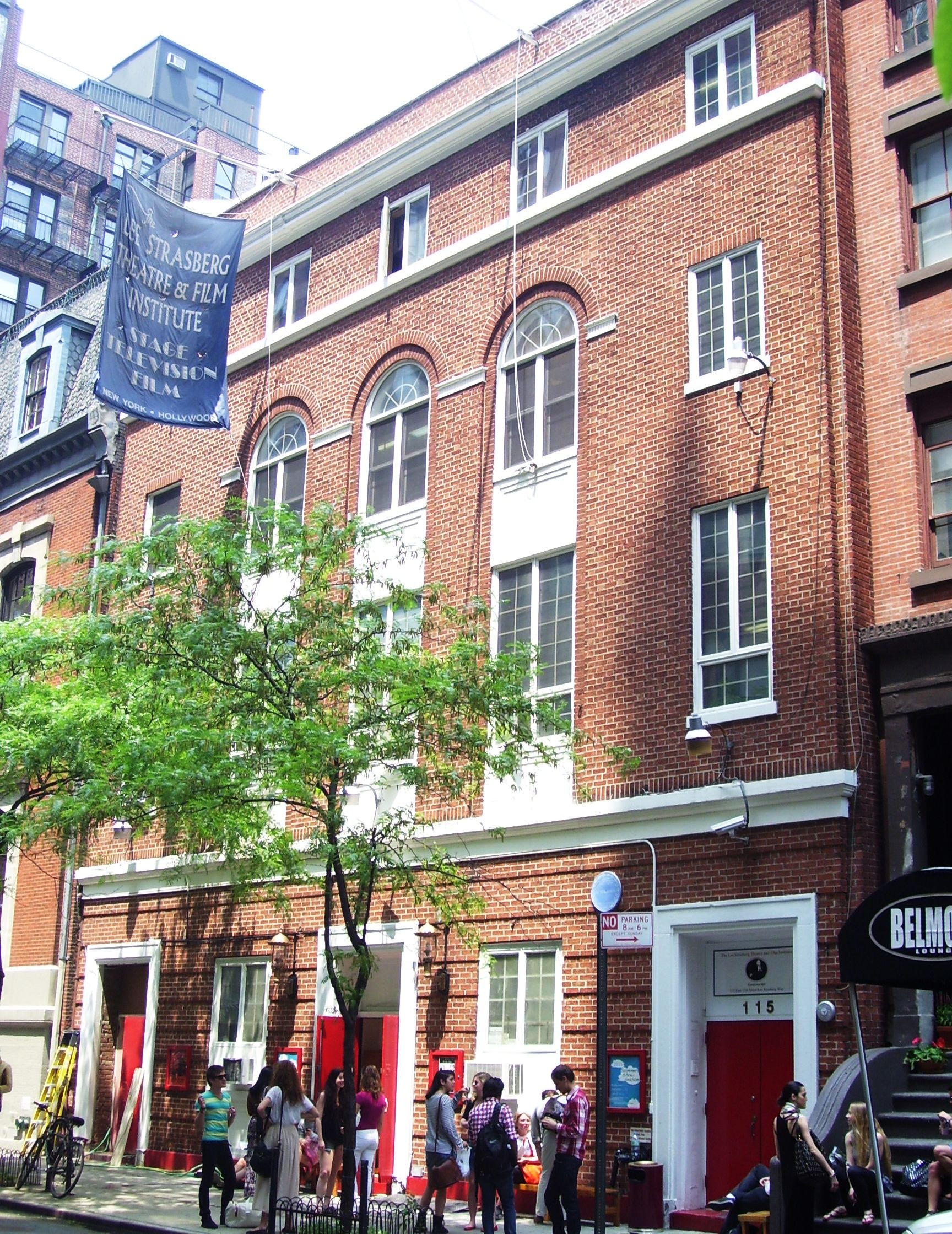
مؤسسه تئاتر و فیلم لی استراسبرگ، جایی که جوهانسون بازیگری را از کودکی آموخت

اسکارلت اینگرید جوهانسون در ۲۲ نوامبر ۱۹۸۴ در بخش منهتن شهر نیویورک به دنیا آمد. پدر او یک معمار دانمارکی به نام کارستن جوهانسون بود که از شهر کپنهاگ دانمارک به آمریکا رفته بود. پدربزرگ پدریش نیز اینر جوهانسن یک تاریخ‌نگار، فیلم‌نامه‌نویس و کارگردان بود که پدرش اصالتی سوئدی داشت. مادرش، ملانی اسلون اهل نیویورک است که به عنوان یک تهیه‌کننده کار کرده‌است. او از یک خانواده یهودی اشکنازی از لهستان و روسیه است و در اصل با نام خانوادگی شلمبرگ نامیده می‌شود و جوهانسون خود را یهودی توصیف کرده‌است. او یک خواهر بزرگتر به نام ونسا که نیز بازیگر است، یک برادر بزرگتر به نام آدریان و یک برادر دوقلو به نام هانتر دارد. جوهانسون همچنین از ازدواج اول پدرش یک برادر ناتنی بزرگتر به نام کریستین دارد. جوهانسون تابعیت دوگانه آمریکایی و دانمارکی دارد. او در برنامهٔ یافتن ریشه‌های شما از پی‌بی‌اس گفت که خانواده پدربزرگ مادری وی در جریان هولوکاست در گتوی ورشو درگذشتند.
جوهانسون در مدرسه ابتدایی PS 41 در دهکده گرینیچ، منهتن تحصیل کرد.در ۱۳ سالگی پدر و مادرش طلاق گرفتند. جوهانسون خصوصاً به مادربزرگ مادری خود، دوروتی اسلون، دفتردار و معلم مدرسه نزدیک بود. آنها اغلب اوقات را با هم می‌گذراندند و جوهانسون اسلون را بهترین دوست خود می‌دانست. او از همان کودکی به شغلی که در کانون توجه باشد علاقه‌مند بود و اغلب برای خانواده خود برنامه‌های آواز و رقص می‌گذاشت. او به خصوص به تئاتر موسیقی و جاز هندس علاقه داشت. او دروس آموزش رقص تپ دنس را گذراند و اظهار داشت که والدینش از انتخاب شغل او حمایت می‌کنند. او دوران کودکی خود را بسیار معمولی توصیف می‌کند.
از زمان کودکی، جوهانسون با خیره‌شدن در آینه بازیگری را تمرین می‌کرد تا زمانی که خود را به گریه می‌انداخت و می‌خواست جودی گارلند در مرا در سنت لوئیس ملاقات کن باشد. در هفت سالگی، هنگامی یک مأمور استعدادیابی به جای او با یکی از برادرانش قرارداد بازیگری بست، او از نظر روحی شوکه و غمگین شد، اما بعداً تصمیم گرفت که به هر حال بازیگر شود. او در مؤسسه تئاتر و فیلم لی استراسبرگ ثبت نام کرد و شروع به تست‌دادن برای نمایش‌های آگهی‌های بازرگانی کرد، اما کمی بعد علاقه‌اش را به این کار از دست داد، او گفت: «من نمی‌خواستم واندر برد را تبلیغ کنم.» او تمرکزش را بر فیلم و تئاتر تغییر داد و نخستین حضور خود در صحنه در نمایش آف برادوی سفسطه با ایثن هاک بود که در آن دو خط اجرا داشت. در همین زمان، او شروع به تحصیل در مدرسه کودکان حرفه‌ای (PCS)—یک مؤسسه آموزشی خصوصی برای بازیگران کودک مشتاق در منهتن—کرد.

## حرفهٔ بازیگری

### اوایل حرفه و پیشرفت (۱۹۹۴–۲۰۰۲)
در نه سالگی، جوهانسون آغاز به کار سینمایی‌اش را در نقش دخترِ جان ریتر در فیلم فانتزی کمدی شمال (۱۹۹۴) تجربه کرد. او می‌گوید هنگامی که در صحنهٔ فیلم‌برداری است، به‌طور غریزی می‌دانست چه کاری باید انجام دهد. او بعداً نقش‌هایی جزئی مانند دخترِ شخصیت‌های شان کانری و کیت کپشا در فیلم معمایی هیجان‌انگیزِ انگیزهٔ عدالت (۱۹۹۵) و دانشجوی هنر در اگر لوسی سقوط می‌کرد (۱۹۹۶) ایفا کرد. نخستین نقش اصلی جوهانسون در کنار الکسا پالادینو و برادرش هانتر در مانی و لو (۱۹۹۶) بود. او در این فیلم نقش آماندا، خواهر کوچکتر نوجوانی باردار، را بازی کرد که از خانهٔ سرپرست موقت خود فرار می‌کند. نقش‌آفرینی او نقدهای مثبتی دریافت کرد؛ نویسنده‌ای در سان فرانسیسکو کرونیکل نوشت که بینندگان به تدریج از فیلم خوششان خواهد آمد، «تا حد زیادی به‌دلیل دلربایی … اسکارلت جوهانسون». در حالی که میک لاسال، منتقد سینما، که برای همان نشریه می‌نوشت، دربارهٔ «حالت ملایم» او اظهار نظر کرد و بر این باور بود «اگر او بتواند با آن حالتِ بدون نقص سن بلوغ را پشت سر بگذارد، می‌تواند بازیگر مهمی شود.» جوهانسون برای بازی در این فیلم نامزد جایزهٔ  ایندیپندنت اسپیریت در رشتهٔ بهترین بازیگر نقش اول زن شد.
به‌دنبال حضور در نقش‌های جزئی پاییز و تنها در خانه ۳ (هر دو در ۱۹۹۷)، جوهانسون با نقش‌آفرینی‌اش در نجواگر اسب (۱۹۹۸) که کارگردان آن، رابرت ردفورد، هم‌بازی او بود، نگاه بیشتری به خود جلب کرد. این درام که بر اساس رمان چاپِ ۱۹۹۵ به همین نام اثر نیکلاس اونز ساخته شد، داستان مربی اسب با استعدادی را روایت می‌کند که به‌منظور کمک به نوجوان مجروح (جوهانسون) و اسبش برای بازگشت به سلامتی استخدام می‌شود. در تیتراژ به جوهانسون سر‌عنوان «با معرفی» داده شد؛ این هفتمین نقش او بود. دربارهٔ میزان پیشرفت جوهانسون، ردفورد او را ۱۳ ساله اما با رفتار ۳۰ ساله توصیف کرد. تاد مک‌کارتی از ورایتی نوشت که جوهانسون «به‌طور متقاعدکننده خام‌دستی سن خود و درد درونی دختر بی‌دغدغه‌ای که ناگهان بر اثر یک اتفاق وحشتناک به زمین افتاده‌است را نمایان می‌سازد». او برای بازی در این فیلم نامزد جایزهٔ آینده‌دارترین بازیگر زن از انجمن منتقدان فیلم شیکاگو شد. جوهانسون معتقد بود این فیلم چیزهای زیادی را در زندگی او تغییر داد و پی برد که بازیگری توانایی تحت کنترل درآوردن احساسات شخص است. در خصوص یافتن نقش‌های خوب در نوجوانی، جوهانسون گفت که برای او سخت بود زیرا بزرگسالان فیلم‌نامه را می‌نوشتند و آن‌ها «بچه‌ها را مانند معتاد به خرید و نه جدی به تصویر می‌کشند … کودکان و نوجوانان با هیچ عمق واقعی به تصویر کشیده نمی‌شوند.»
جوهانسون بعداً در برادر من خوک (۱۹۹۹) و فیلم نئو-نوآر مردی که آنجا نبود (۲۰۰۱) ساختهٔ برادران کوئن حضور یافت. فعالیت برجستهٔ او با بازی در نقش مطرودی بدبین در کمدی سیاه دنیای روح (۲۰۰۱) ساختهٔ تری زوایگف که اقتباسی از کامیک گرافیکی به همین نام اثر دنیل کلوز بود، رقم خورد. جوهانسون از طریق نوار ضبطی از نیویورک برای فیلم تست داد و زوایگف معتقد بود که او «شخصی منحصر به فرد، عجیب و غریب، و برای آن نقش مناسب است». این فیلم در جشنواره بین‌المللی فیلم سیاتل ۲۰۰۱ به نمایش درآمد. به رغم آنکه این فیلم در گیشه شکست خورد، از آن زمان به فیلمی کالت تبدیل شد. جوهانسون از سوی منتقدی در د آستین کرونیکل «حساس و مستعد [که] سن خود را نقض می‌کند» توصیف شد و جایزهٔ بهترین بازیگر نقش مکمل زن از انجمن منتقدان فیلم تورنتو را کسب کرد. جوهانسون به همراه دیوید آرکت در فیلم کمدی وحشت هیولاهای هشت‌پا (۲۰۰۲) حضور یافت. این فیلم دربارهٔ مجموعه‌ای از عنکبوت‌هایی است که در معرض زباله‌های سمی قرار می‌گیرند و باعث می‌شود بزرگ شوند و شروع به کشتن افراد و برداشت محصولات کنند. پس از اینکه جوهانسون در آن سال از مدرسه حرفه‌ای کودکان فارغ‌التحصیل شد، او برای عضویت در مدرسهٔ هنر تیش دانشگاه نیویورک درخواست داد. زمانی که درخواستش پذیرفته نشد، او تصمیم گرفت روی حرفهٔ سینمایی خود تمرکز کند.

### تغییر وضعیت به نقش‌های بزرگسالانه (۲۰۰۳–۲۰۰۴)
جوهانسون با دو فیلم در سال ۲۰۰۳ از نقش‌های نوجوانانه به نقش‌های بزرگسالانه روی آورد: کمدی-درام عاشقانهٔ گمشده در ترجمه و درام دختری با گوشوارهٔ مروارید. در فیلم نخست که به‌دست سوفیا کوپولا کارگردانی شد، او در مقابل بیل مری نقش شارلوت، همسر جوان بی‌میل و تنهایی را بازی کرد. حضور جوهانسون در مانی و لو نخست مورد توجه کوپولا قرار گرفت و او را با یک لورن باکالِ جوان مقایسه کرد؛ کوپولا داستان فیلم را بر اساس رابطهٔ میان باکال و هامفری بوگارت در خواب ابدی (۱۹۴۶) متکی کرد. جوهانسون تجربهٔ کار با کارگردان زن را به‌سبب توانایی کوپولا در درکِ او متفاوت می‌دانست. این فیلم با بودجه‌ای چهار میلیون دلاری ساخته شد اما ۱۱۹ میلیون دلار در گیشه فروش داشت و مورد تحسین قرار گرفت. منتقد سینما راجر ایبرت از فیلم راضی بود و نقش‌آفرینی بازیگران اصلی را «معرکه» توصیف کرد. نیویورک تایمز از جوهانسون ۱۷ ساله بابت بازی در نقش شخصیتی از لحاظ سنی بزرگ‌تر تجلیل کرد.

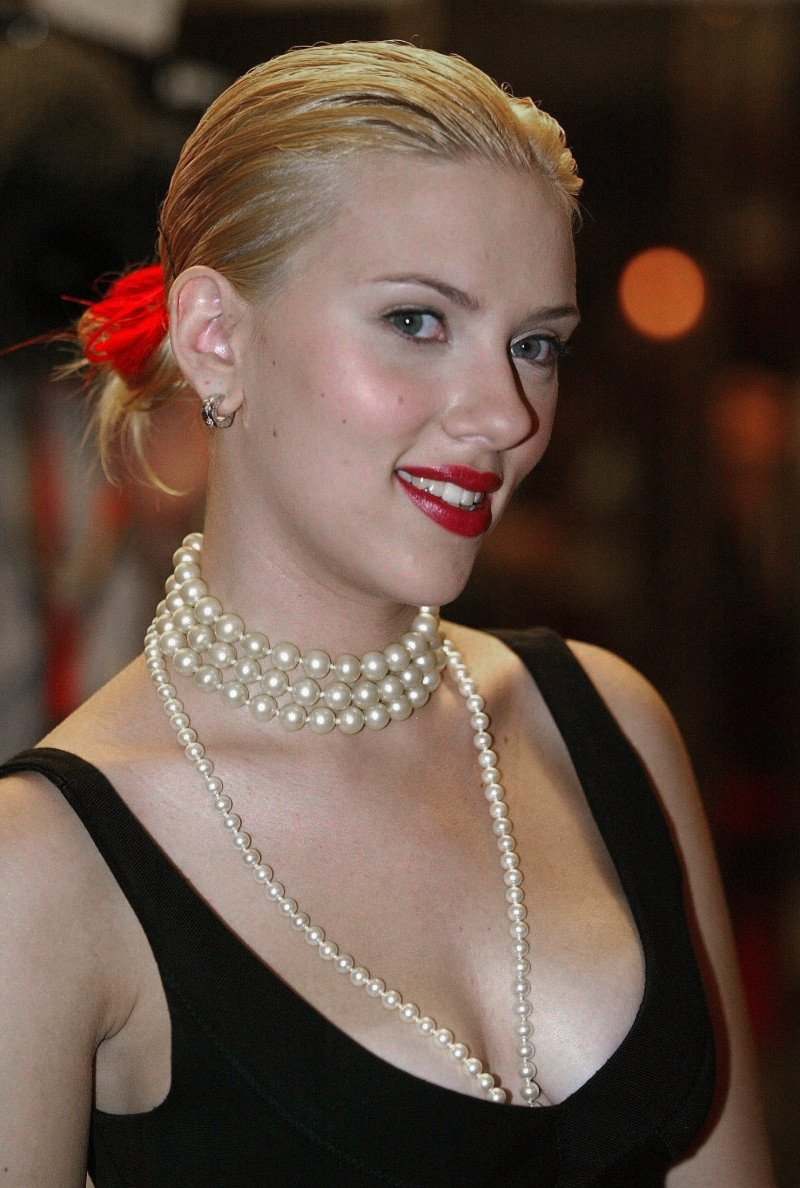
جوهانسون در افتتاحیهٔ دختری با گوشوارهٔ مروارید در جشنوارهٔ فیلم بین‌المللی تورنتو ۲۰۰۳

سپس وی در دختری با گوشواره مروارید اثر پیتر وبر و براساس رمانی از تریسی شوالیه بازی کرد که این نقش هم نقدهای مثبت فراوانی دریافت کرد. او برای نقش گریت در این فیلم نامزد جوایز فراوانی از جمله گلدن گلوب، بفتا، انجمن منتقدان لندن، و جوایز مستقل بریتانیا برای بهترین بازیگر زن شد. در سال ۲۰۰۴ از اسکارلت دعوت شد که به آکادمی علوم و هنرهای سینما بپیوندد. در همان سال او روی یکی از شخصیت‌های فیلم سینمایی باب اسفنجی صداگذاری کرد و در اقتباس سینمایی داستان «هوادار لیدی وندرمیر» اثر اسکار وایلد با نام یک زن خوب ظاهر شد. همبازی‌های وی در این فیلم هلن هانت و تام ویلکینسون بودند. فیلم هم از نظر منتقدان و هم از لحاظ فروش شکست خورد. او در فیلم‌های بالاترین نمره، جمع خوب، و ترانه عاشقانه‌ای برای بابی لانگ نیز بازی کرد. بازی خوبش در این فیلم سومین نامزدی گلدن گلوب را برایش به ارمغان آورد. وی همچنین مدت کوتاهی را سر صحنهٔ فیلم مأموریت غیرممکن ۳ گذراند اما به دلیل تداخل برنامه‌هایش و همچنین اختلافات جزئی با ستاره اصلی فیلم تام کروز در این فیلم شرکت نکرد. اسکارلت در سال ۲۰۰۵ در فیلم علمی تخیلی جزیره اثر مایکل بی نقش دو شخصیت سارا جوردن و کلون او جوردن دو دلتا را برعهده گرفت. این فیلم از لحاظ تجاری شکست خورد و نقدهای متوسطی دریافت کرد. اما در همان سال در فیلم امتیاز نهایی از وودی آلن به ایفای نقش پرداخت که مورد استقبال زیاد منتقدان قرار گرفت و اعتبار بسیاری برای وی به ارمغان آورد. نیویورک تایمز بازی وی و همبازیش جاناتان ریس میرز را ستود و گفت که کار آن‌ها جزو بهترین نقش آفرینی‌ها در فیلم‌های وودی آلن به حساب می‌آید. جوهانسون برای همین فیلم نامزد جایزه گلدن گلوب و محفل منتقدان فیلم شیکاگو شد.
در سال ۲۰۰۶ وی مجدداً با وودی آلن همکاری کرد و در فیلم اسکوپ مقابل هیو جکمن جلوی دوربین رفت. فیلم از لحاظ اقتصادی نسبتاً خوب عمل کرد، اما نقدهای متوسطی دریافت نمود. جوهانسون در همان سال در کنار جاش هارتنت در فیلم کوکب سیاه اثر برایان دی پالما بازی کرد که دربارهٔ قتل یک هنرپیشهٔ معروف سینمای بزرگسالان بود. او بعداً اعتراف کرد که چون یکی از طرفداران دی پالما است، با وجودی که از لحاظ فیزیکی برای نقش خود مناسب نبود اصرار داشت که در این فیلم بازی کند.
در سال ۲۰۱۷ جوهانسون در اقتباس فیلم ۲۰۱۷ به کارگردانی روپرت سندرز از فرنچایز شبح درون پوسته در نقش موتوکو کوساناگی بازی کرد. این فیلم به دلیل سبک بصری، بازیگری و فیلم‌برداری مورد تحسین قرار گرفت، اما برای سفیدپوشی بازیگران به ویژه شخصیت جوهانسون، سایبورگی که قرار بود خاطرات یک زن ژاپنی را در خود نگه دارد، مورد بحث و مجادله قرار گرفت. جوهانسون که با واکنش جدی روبرو شد، اعلام کرد که هرگز یک شخصیت غیر سفیدپوست را بازی نخواهد کرد، اما می‌خواست از این فرصت نادر استفاده کند و با یک قهرمان زن در یک فرنچایز بازی کند. فروش شبح درون پوسته در برابر بودجهٔ تولید ۱۱۰ میلیون دلاری، ۱۶۹٬۸ میلیون دلار در سراسر جهان بود. در مارس ۲۰۱۷، جوهانسون برای پنجمین بار میزبان پخش زنده شنبه شب شد و او به هفدهمین شخص و چهارمین زن تبدیل شد که وارد کمدی معتبر فایو-تایمرز در طرح ان‌بی‌سی می‌شود.
در سال ۲۰۱۹، جوهانسون بار دیگر نقش خود را به عنوان بیوهٔ سیاه در فیلم انتقام‌جویان: پایان بازی تکرار کرد. این فیلم پرفروش‌ترین فیلم تمام دوران بود تا اینکه آواتار جیمز کامرون با اکران مجدد چین در مارس ۲۰۲۱ از پایان بازی پیشی گرفت. وی بعداً در فیلم داستان ازدواج نوآ بامباک در نتفلیکس ایفای نقش کرد که در آن آدام درایور و او در نقش یک زوج جنگ‌طلب که خواستار طلاق شده‌اند، بازی کردند. جوهانسون با شخصیت خود در فیلم ارتباط برقرار کرد، زیرا او در آن زمان در جریان روند طلاق خودش بود. پیتر بردشاو از گاردین عملکرد «به‌طور درخشان بافته‌شد» او در فیلم را تحسین کرد. او همچنین در هجونامه جوجو خرگوشه به کارگردانی تایکا وایتیتی نقش مکمل مادر پسر جوانی را به عهده گرفت که دختری یهودی را در آلمان نازی پناه می‌دهد. وایتیتی این شخصیت را از مادر خود الگوبرداری کرد و برای جوهانسون انتخاب کرد تا فرصتی نادر برای اجرای کمدی برای او فراهم کند. این فیلم با نقدهای قطبی روبرو شد، اما استفانی زاکارک جوهانسون را «روح پر زرق و برق این فیلم» عنوان کرد. جوهانسون به ترتیب دو نامزد دریافت جایزه اسکار بهترین بازیگر نقش اول زن و بهترین بازیگر نقش مکمل زن برای بازی در داستان ازدواج و جوجو خرگوش دریافت کرد و یازدهمین بازیگری شد که در همان سال نامزد دو اسکار شد. او همچنین دو نامزد بفتا برای این فیلم‌ها و یک نامزد گلدن گلوب برای فیلم انتقام‌جویان: پایان بازی دریافت کرد.
جوهانسون بار دیگر نقش بیوهٔ سیاه را در فیلم پیش‌درآمد تکی به کارگردانی کیت شورتلند ایفا کرد. این فیلم در ۹ ژوئیه ۲۰۲۱ به صورت نمایشی در ایالات متحده و از طریق دیزنی پلاس منتشر شد. جوهانسون همچنین تهیه کنندهٔ اجرایی این فیلم بود. در ۲۹ ژوئیه ۲۰۲۱، جوهانسون علیه دیزنی شکایت کرد و ادعا کرد این فیلم توسط کمپانی به‌طور همزمان در دیزنی پلاس و سینماها منتشر شده‌است و نقض قراردادش بوده‌است. قرارداد جوهانسون شامل قسمتی از دستمزد وی در گیشه فیلم بود. او ادعا کرد که انتشار بر روی دیزنی پلاس بر دستمزد وی از این فیلم تأثیر می‌گذارد. دیزنی در پاسخ گفت که شکایت وی «بی اعتنایی جدی به اثر زیان‌بار و طولانی‌مدت همه‌گیری کووید-۱۹» را نشان می‌دهد. این شرکت همچنین اعلام کرد که «جوهانسون پیش از این ۲۰ میلیون دلار برای این فیلم دریافت کرده بود و «انتشار بیوهٔ سیاه در دیزنی پلاس با دسترسی اولیه به‌طور قابل توجهی توانایی وی را برای دریافت دستمزد اضافی بیش از ۲۰ میلیون دلار که تا به امروز دریافت کرده‌است، افزایش داده‌است.»

## زندگی خصوصی

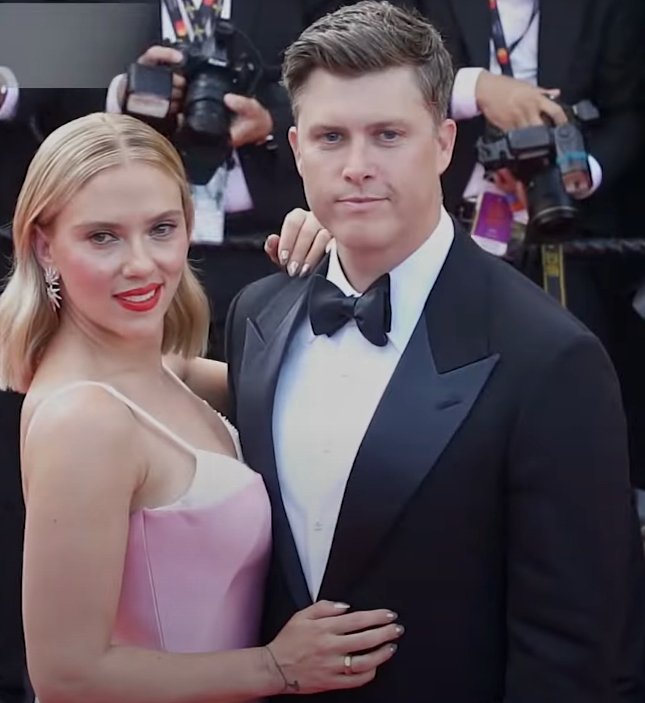
جوهانسون و کالین جست در جشنواره فیلم کن ۲۰۲۳

جوهانسون هنگام تحصیل در مدرسهٔ PCS، از سال ۲۰۰۱ تا ۲۰۰۲ با همکلاسی خود جک آنتونوف قرار می‌گذاشت. او تا پایان سال ۲۰۰۶، حدود دو سال با جاش هارتنت، همبازی خود در کوکب سیاه قرار می‌گذاشت. هارت نت گفت برنامه‌های پرفعالیت آنها را از هم دور می‌کرد و باعث شد که از هم جدا شوند. جوهانسون در سال ۲۰۰۷ با بازیگر رایان رینولدز رابطه برقرار کرد. این زوج در مه ۲۰۰۸ نامزد شدند و در سپتامبر ازدواج کردند. آنها در دسامبر ۲۰۱۰ از هم جدا شدند و در ژوئیه ۲۰۱۱ طلاق گرفتند.
در نوامبر ۲۰۱۲، جوهانسون با فرنچمن رومن داوریاک، صاحب یک آژانس تبلیغاتی شروع به دیدار کرد. بعداً آنها در سپتامبر با هم نامزدی کردند. در سال ۲۰۱۴، آنها دخترشان به نام رز دوروتی داوریاک را به دنیا آوردند. جوهانسون و داوریاک در ماه اکتبر در فیلیپسبورگ، مونتانا ازدواج کردند. آنها در اواسط سال ۲۰۱۶ از هم جدا شدند و در سپتامبر ۲۰۱۷ طلاق گرفتند.جوهانسون در مه ۲۰۱۷ رابطه خود را با کالین جست، نویسنده همکار برنامهٔ پخش زنده شنبه شب و میزبان مشترک ویکند آپدیت آغاز کرد. آنها در ماه مه ۲۰۱۹ نامزد شدند و در اکتبر سال ۲۰۲۰ ازدواج کردند. او در اوت ۲۰۲۱ صاحب فرزند پسری به نام کاسمو شد. جوهانسون از اکتبر ۲۰۱۸ در نیویورک و لس آنجلس اقامت دارد.
جوهانسون از رسانه‌ها به دلیل تبلیغ تصویری که باعث رژیم‌های ناسالم و اختلالات خوردن در زنان می‌شود انتقاد کرده‌است. در مقاله ای که برای هافینگتون پست نوشت، او مردم را به حفظ سلامت بدن تشویق کرد. او بر روی جلد شماره مارس ۲۰۰۶ ونتی فر در کنار بازیگر زن کیرا نایتلی و طراح مد تام فورد برهنه ظاهر شد. این کار باعث ایجاد جنجال شد، همان‌طور که برخی معتقد بودند این تصویر نشان می‌دهد که زنان مجبور می‌شوند بیشتر از مردان اندام‌های خود را به رخ بکشند. در سپتامبر ۲۰۱۱، عکس‌های برهنه جوهانسون که از تلفن همراهش هک شده بود، به صورت آنلاین لیک شد. پس از تحقیقات اف‌بی‌آی، هکر دستگیر شد، به جرم خود اعتراف کرد و به ده سال زندان محکوم شد. جوهانسون اعلام کرده که تصاویر سه سال قبل از این حادثه برای شوهر وقت او، رایان رینولدز ارسال شده‌است. در سال ۲۰۱۴، جوهانسون با موفقیت از ناشر فرانسوی جی‌سی لتز به دلیل اظهارات افتراآمیز در مورد روابط خود در رمان اولین چیزی که ما به آن نگاه می‌کنیم نوشتهٔ گریگوری دلاکورت شکایت کرد. به جوهانسون ۳٬۴۰۰ دلار اهدا شد؛ او ۶۸٬۰۰۰ دلار خواستار شده بود.